# کاساگی-درا

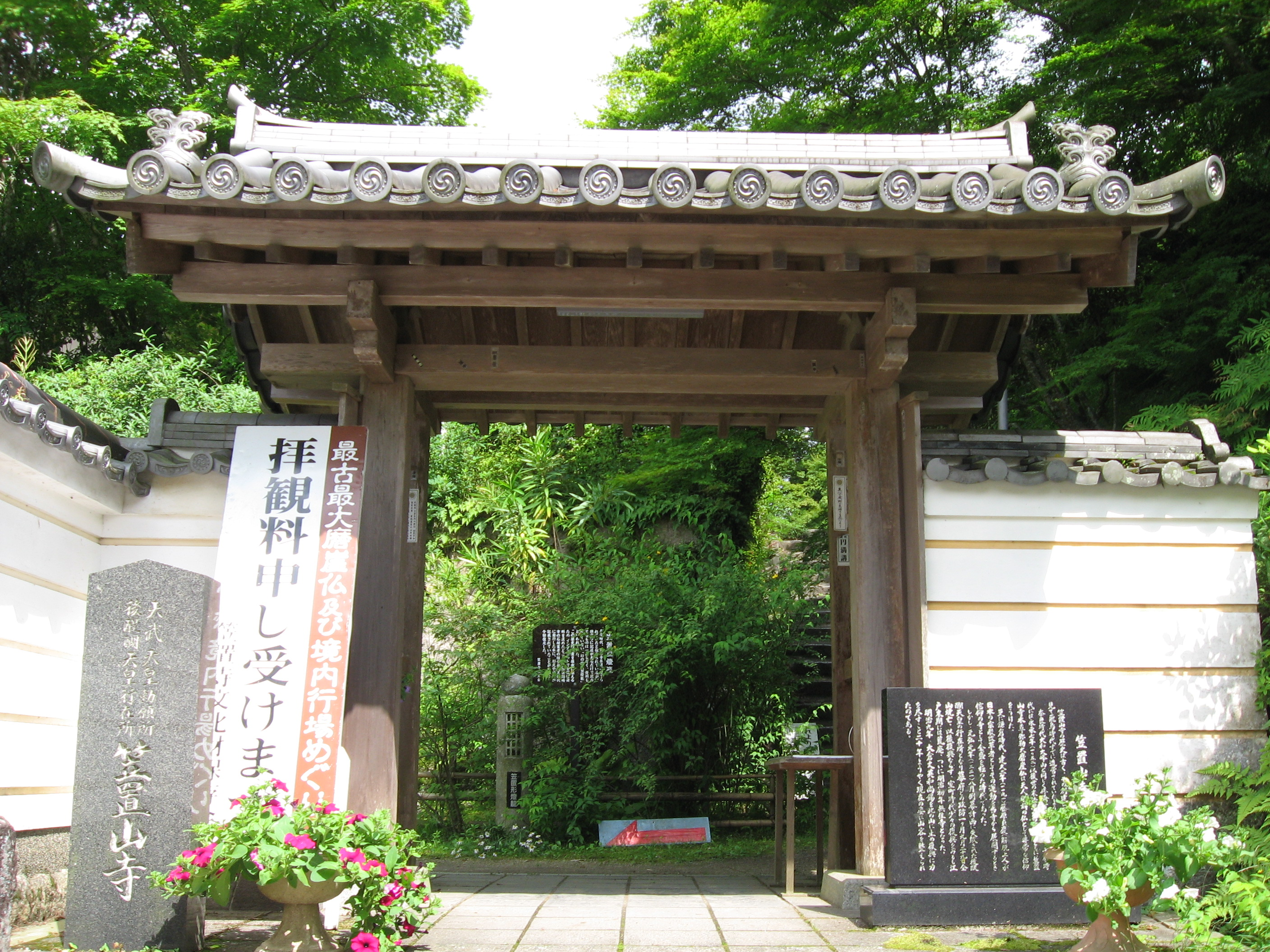
در ورودی معبد کاساگی

کاساگی-درا، معبد کاساگی (به ژاپنی: 笠置寺 かさぎでら)، معبدی از فرقه چیزان از فرقه شینگون واقع در کوه کاساگی، استان کیوتو در منطقه کانسای ژاپن واقع شده است. تصویر اصلی Maitreya Bodhisattva است. گفته می‌شود که بنیانگذار آن شاهزاده اوآما یا شاهزاده اوتومو است. از نظر تاریخی، ارتباط نزدیکی با معبد تودای‌جی و کوفوکو-جی در نانتو (نارا) دارد و راهبان مشهوری مانند جوکی (راهب) (貞慶 じょうけい) در اینجا زندگی می‌کردند که آن را به معبد مهمی در تاریخ بودیسم ژاپن تبدیل کرده است. به‌علاوه، این حوزه‌ها به‌عنوان صحنهٔ شورش گنکو در پایان دوره کاماکورا شناخته می‌شوند.